# 蔡宗泽
蔡宗泽（1951年—），男，汉族，广东潮阳人，中华人民共和国政治人物、第十一届全国人民代表大会广东地区代表。

## 生平
生于广东省潮阳县銅盂鎮。毕业于中山大学中文系汉语言文学专业。1972年3月，参加工作；1976年10月，加入中国共产党。1982年8月起，在汕头市人民政府办公室任职。1998年，任中共龙湖区委书记。2002年6月，任中共汕头市委常委、龙湖区委书记。2003年5月，任汕头市委副书记代市长、政法委书记。2007年1月，任中共汕头市委副书记、市长。2008年起担任全国人大代表。2011年至2013年1月，任广东省政协常委。2015年3月，退休。
2018年7月，他因为涉嫌严重违纪违法，接受纪律审查和监察调查。2019年1月，广东省纪委监委宣布，开除其党籍，取消退休待遇，同时，蔡氏也因为涉嫌受贿、非法持有枪支弹药等罪行移送司法机关。